# Highveld-Goldmull
Der Highveld-Goldmull (Amblysomus septentrionalis) ist eine Art der Goldmulle, die nur im Highveld im östlichen Teil Südafrikas vorkommt und dort auf rund ein Dutzend verstreuter Lokalitäten beschränkt ist. Er stellt einen relativ großen Vertreter der Kupfergoldmulle dar und ist wie seine Verwandten auch durch einen charakteristischen, spindelförmigen Körper mit äußerlich nicht sichtbarem Schwanz und Ohren und durch kräftige Grabklauen gekennzeichnet. Mit Hilfe seiner großen Krallen kann er durchschnittlich festere und schwerere Böden als andere Goldmulle besiedeln. Die Hauptnahrung des einzelgängerisch lebenden Tieres besteht aus Wirbellosen, über die weitere Lebensweise liegen nur spärliche Informationen vor. Die Erstbeschreibung des Highveld-Goldmulls erfolgte bereits 1913, als eigenständige Art ist er aber erst seit der Mitte der 1990er Jahre anerkannt. Der Bestand gilt als gering gefährdet.

## Merkmale

### Habitus
Der Highveld-Goldmull repräsentiert einen mittelgroßen Vertreter der Goldmulle und den nach dem Robusten Goldmull (Amblysomus robustus) zweitgrößten Vertreter der Kupfergoldmulle (Amblysomus). Die Kopf-Rumpf-Länge beträgt 10,5 bis 14,5 cm, das Gewicht reicht von 52 bis 86 g. Ein Geschlechtsdimorphismus ist ausgeprägt und wird durch im Durchschnitt größere Männchen angezeigt. Zusätzlich liegt eine klinale Größenvariation im Bezug auf einzelne Populationen mit unterschiedlicher Höhenverbreitung vor. Wie bei allen anderen Goldmullen fehlen äußerlich sichtbare Ohren und ein ebensolcher Schwanz, zudem ist der Körper spindelförmig gestaltet. In der Fellfärbung ähnelt die Art dem Robusten und dem Hottentotten-Goldmull (Amblysomus hottentotus). Sie zeigt sich am Rücken dunkel rötlichbraun, geht aber an den Flanken in ein helleres Rötlichbraun über. Der Bauch ist fahlbraun bis orangefarben. Die Langhaare besitzen eine gelbliche Basis, nahe der Spitze sind sie dagegen dunkelgrau getönt. An den Wangen treten einzelne blassgelbliche Fleckentupfer auf, die seitlich bis hinter die unter der Haut verborgenen Augen verlaufen. Die robusten Gliedmaßen enden vorn in vier, hinten in fünf Strahlen. Die Krallen der Hände sind kräftig entwickelt, vor allem die Kralle des dritten Strahls ist besonders groß. Sie weist eine Basisbreite von 5,3 bis 6,6 mm und eine Gesamtlänge von 14 bis 15,7 mm auf, im Vergleich zu der des Robusten Goldmulls ist sie aber verhältnismäßig kleiner. Die Hinterfußlänge beträgt 12 bis 20 mm.

### Schädel- und Gebissmerkmale
Der Schädel wird zwischen 26,2 und 30,5 mm lang und zwischen 16,1 und 19,5 mm breit. Das Rostrum ist beim Highveld-Goldmull schmaler als beim Robusten Goldmull, das Gaumenbein dafür breiter. Wie bei den anderen Kupfergoldmullen umfasst das Gebiss 36 Zähne, die Zahnformel lautet: {\displaystyle {\frac {3.1.3.2}{3.1.3.2}}}. Der hinterste Molar fehlt zumeist. An den unteren Mahlzähnen kommen gut entwickelte Talonide vor. Der vordere Prämolar besitzt zwei kleine Höckerchen (bicuspid oder sectorial). Die obere Zahnreihe vom Eckzahn bis zum zweiten Backenzahn hat eine Länge von 6,2 bis 7,4 mm.

## Verbreitung

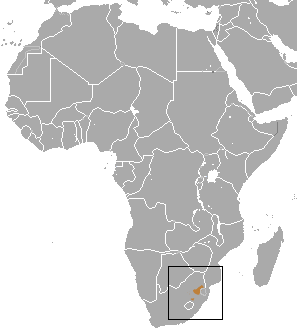
Verbreitungsgebiet (braun) des Highveld-Goldmulls

Der Highveld-Goldmull ist endemisch im südlichen Afrika verbreitet. Er kommt in der südafrikanischen Provinz Mpumalanga im Osten von Wakkerstroom bis nach Ermelo und Barberton sowie in der westlich anschließenden Provinz Freistaat von Heilbron bis Parys vor. Möglicherweise sind auch einzelne Populationen im nördlichen Eswatini, etwa bei Mbabane, vertreten, wie übereinstimmende Schädelmerkmale vermuten lassen, ebenso wie im südafrikanischen Harrismith, allerdings fehlen dazu bisher noch genetische Belege. Ein Individuum wurde im Jahreswechsel von 2015 zu 2016 in den Drakensbergen in der Gemeinde uMngeni in der Provinz KwaZulu-Natal gefangen. Insgesamt ist die Art eindeutig von einem Dutzend Lokalitäten bekannt, die über eine Fläche von etwa 2500 km² streuen. Das Verbreitungsgebiet liegt in den Hochlagen des Highveld zwischen 1600 und 1800 m über dem Meeresspiegel. Die bevorzugten Habitate bestehen aus Grasländern und den Rändern von Marschgebieten. Überwiegend ist der Highveld-Goldmull an lockere Böden in Tälern und an Talhängen gebunden, wo er zum Teil sympatrisch mit dem Rauhaar-Goldmull (Chrysospalax villosus) auftritt. Darüber hinaus besiedelt er auch Flusstäler mit Dickichten des Rosengewächses Leucosidea sericea, meidet generell aber Gestrüppe an steilen Flussufern und Felsrippeln. Hier wird er durch Sclaters Goldmull (Chlorotalpa sclateri) ersetzt. Weiterhin wurde der Highveld-Goldmull auch in Gärten sowie in Plantagen und auf Golfplätzen beobachtet. Die Art gilt als relativ häufig, Untersuchungen bei Wakkerstroom lassen dort eine Populationsdichte von drei Individuen je Hektar annehmen, die Gesamtpopulation dürfte bei über 10.000 Individuen liegen.

## Lebensweise
Die Lebensweise des Highveld-Goldmulls ist wenig erforscht. Die Tiere leben einzelgängerisch, darüber hinaus ist über ihr Sozialverhalten nichts bekannt. Mit ihren kräftigen Krallen des Vorderfußes können sie in durchschnittlich schwereren Böden graben als andere Vertreter der Goldmulle. Einzelne Individuen nutzen ein zweistöckiges Tunnelsystem. Zur Nahrungssuche bewegt sich der Highveld-Goldmull in oberflächennahen Gängen. Tieferliegende Tunnel, die 10 bis 50 cm unter der Oberfläche verlaufen, verbinden einzelne, mit Gras ausgelegte Wohnkammern miteinander. Die Hauptaktivität findet nachts statt und endet kurz nach Sonnenaufgang. Den Tag verbringen die Tiere in einem Torpor, der bis zum Nachmittag andauert. Im Winter ziehen sie sich in die unteren Gänge zurück.
Die Nahrung besteht aus Wirbellosen, überwiegend Regenwürmern oder Insektenpuppen. Zur Fortpflanzung liegen ebenfalls nur wenige Daten vor. Sie erfolgt möglicherweise ganzjährig, trächtige Weibchen wurden häufig aber während der feuchteren Sommermonate beobachtet (November bis März). Ein Wurf besteht aus einem bis zwei Jungtieren, die als Nesthocker in einem grasbedeckten Nest aufwachsen. Zu den natürlichen Fressfeinden gehören das Weißnackenwiesel sowie Haushunde und Hauskatzen. Gelegentlich werden Reste des Highveld-Goldmulls auch in Gewöllen der Schleiereule gefunden. Dies weist darauf hin, dass die Art manchmal auch an der Oberfläche anzutreffen ist, möglicherweise wenn die unterirdischen Gänge infolge von Starkregen geflutet sind.

## Systematik
Der Highveld-Goldmull ist eine Art aus der Gattung der Kupfergoldmulle (Amblysomus), die insgesamt sechs  Mitglieder einschließt. Die Kupfergoldmulle bilden dadurch die variantenreichste Gruppe aus der Familie der Goldmulle (Chrysochloridae). Die Familie lebt endemisch in Afrika und umfasst kleinere, bodengrabende Säugetiere aus der Überordnung der Afrotheria. Hauptsächlich bewohnen die Goldmulle das südliche Afrika, nur einige wenige Arten kommen auch im östlichen oder zentralen Afrika vor. Aufgrund ihrer speziellen Lebensweise sind die Habitate der einzelnen Arten mit nur wenigen Ausnahmen eng begrenzt. Prinzipiell können zwei ökologische Gruppen unterschieden werden. Auf der einen Seite stehen Formen, die an trockene, teils halbwüstenartige Regionen angepasst sind, zu denen der Wüstengoldmull (Eremitalpa) oder die Kapgoldmulle (Chrysochloris) gehören. Die zweite Gruppe wird aus Bewohnern offener Gras- und Savannenlandschaften sowie Wäldern gebildet, etwa die Kupfergoldmulle, die Riesengoldmulle (Chrysospalax) oder Arends’ Goldmull (Carpitalpa). Die innere Gliederung der Familie ist noch nicht vollständig geklärt. Es werden häufig drei Unterfamilien unterschieden, die sich im Bau des Hammers im Mittelohr unterscheiden: die Amblysominae mit einem normal gebauten Malleus, die Chrysochlorinae mit einem stark verlängerten Kopf des Malleus und die Eremitalpinae mit einem kugelig aufgeblähten Kopf des Malleus. Teilweise werden aber die letzten beiden zu einer Unterfamilie, den Chrysochlorinae, zusammengefasst. Diese auf Merkmale der Skelettanatomie beruhende Untergliederung der Goldmulle konnte bisher aber nicht vollständig durch genetische Befunde bestätigt werden. Molekulargenetischen Untersuchen zufolge gehören Neamblysomus und Carpitalpa in die unmittelbare Verwandtschaft von Amblysomus.
Zwischen den einzelnen Populationen des Highveld-Goldmulls bestehen auffällige Unterschiede in den Schädelmaßen. Die untersuchte Anzahl an Tieren ist aber bisher zu klein, um generelle Trends oder gar verschiedene Unterarten herausarbeiten zu können. Die wissenschaftliche Erstbeschreibung der Art erfolgte im Jahr 1913 durch Austin Roberts unter der Bezeichnung Amblysomus corriae septentrionalis und damit innerhalb des Fynbos-Goldmulls (Amblysomus corriae). Roberts führte die Beschreibung an einem einzelnen, trächtigen Weibchen aus Wakkerstroom aus, das er bereits Mitte September 1909 aus einem Hügel ausgegraben hatte. Das Gebiet gilt als Typusregion der Art. In der Folgezeit wurde der Highveld-Goldmull teilweise auch in den Hottentotten-Goldmull (Amblysomus hottentotus) eingegliedert und der Unterart Amblysomus hottentotus iris zugeschlagen (welche aber teilweise auch Artstatus innehatte). Mittels genetischen Analysen konnte 1989 erstmals aufgezeigt werden, dass innerhalb der Kupfergoldmulle Populationen mit unterschiedlichen Karyotypen vorkommen. Demnach besaßen die untersuchten Individuen des Hottentotten-Goldmulls insgesamt 30 Chromosomenpaare, während ein Tier aus Wakkerstroom in der südafrikanischen Provinz Mpumalanga über 34 verfügte. Weitere genetische Untersuchungen aus der Mitte der 1990er Jahre konnten dies nicht nur bestätigen, sondern fügten der Gruppe mit einem 34-paarigen Chromosomensatz noch eine Population aus Ermelo in der gleichen Provinz hinzu. Weiterführende Morphologische Studien ergaben, dass in Bezug auf die Schädelmaße die Populationen aus Wakkerstroom und Ermelo eine geschlossene Einheit gegenüber dem Hottentotten- und dem Fynbos-Goldmull bildeten. Aus diesem Grund hob Gary N. Bronner den Highveld-Goldmull auf Artniveau an.

## Gefährdung und Schutz
Die größte Gefährdung für den Bestand des Highveld-Goldmulls bilden die Landschaftsveränderungen in Folge des Abbaus von Kohle in der Region. Diese beliefert zahlreiche Kraftwerke, die wiederum die Energieversorgung des Landes aufrechterhalten. Da durch die zunehmende Bevölkerungszahl und die allgemeine Wirtschaftsentwicklung in Zukunft ein höherer Energiebedarf anzunehmen ist, kann auch von einem steigenden Bedrohungsfaktor für den Highveld-Goldmull ausgegangen werden. Von untergeordneter Bedeutung sind dagegen Überprägungen der Besiedlungsräume durch Ackerbau und Viehzucht, da die Tiere auch in derartigen, von Menschen geprägten Landschaften überleben können. Lokal spielt die Bejagung durch Haushunde und Hauskatzen eine Rolle ebenso wie die Verfolgung und Vertreibung durch Gartenpfleger. Die IUCN stuft den Highveld-Goldmull als „potenziell bedroht“ (near threatened) ein und geht von einem Bestandsrückgang aus. Er ist bisher in keinem ausgewiesenen Schutzgebiet vertreten.